# Sevdalin Mincev
Sevdalin Mincev (în bulgară Севдалин Минчев; n. 25 iulie 1974, Gorna Oreahovița, regiunea Veliko Tărnovo, Bulgaria) este un halterofil ce a reprezentat Bulgaria, medaliat olimpic. A participat la 4 ediții ale Jocurilor Olimpice (1992, 1996, 2000, 2004) în care a câștigat o medalie de bronz.